# Patrick Popescu-Pampu
Patrick Popescu-Pampu, né le 11 octobre 1972 à Bucarest, est un mathématicien franco-roumain, spécialiste de la théorie des singularités. Il est professeur à l'université de Lille.

## Biographie
Patrick Popescu-Pampu est né d'une mère française et d'un père roumain architecte, il quitte la Roumanie communiste en 1990, à 17 ans. Il intègre par la suite le lycée Louis Le Grand en classe de terminale, puis y fait sa classe préparatoire. Il entre ensuite à l'ENS Ulm et soutient sa thèse intitulée Arbres de contact des singularités quasi-ordinaires et graphes d'adjacence pour les 3-variétés réelles en 2001, sous la direction de Bernard Teissier. Il est agrégé en mathématiques en 2002 puis maître de conférences à l'Université Paris 7 Diderot entre 2002 et 2010. Il obtient son habilitation à diriger des recherches en 2008. Depuis 2010, il est professeur à l'université de Lille.
Il est responsable de la sous-collection History of Mathematics Subseries de Lecture Notes in Mathematics.